# Карфагенский собор (419)
Карфагенский собор — поместный собор христианской церкви, состоявшийся в 419 году в Карфагене. Участниками собора были 217 епископов, председательствовал Аврелий, архиепископ Карфагенский, легатами римского папы были Фавстин, епископ Пикены Потентийской, и пресвитеры Филипп и Азелл.
Причиной созыва собора послужила апелляция к папе римскому осуждённого в Карфагене священника, которого папа взял под свою защиту и хотел оправдать. Собор рассмотрел вопрос о праве римского епископа рассматривать апелляции на решения Соборов Карфагенской церкви и в своём послании к папе не признал за ним такого права.
Кроме рассмотрения вопроса, послужившего причиной к созыву Собора, епископы изучили и пересмотрели каноны прежних соборов (10-и Карфагенских, Ипонийского собора 393 года и Милевитского 402 года). Карфагенский собор из правил предыдущих соборов утвердил 121 правило и добавил к ним ещё 12 новых. Эти правила вошли во все сборники церковного права Православной церкви.
По причине того, что составители канонических сборников различно формировали список правил Карфагенского собора, разделяя или соединяя их тексты, то число их различается: в «Афинской синтагме» 133 канона, в «Кормчей книге» — 134, в «Пидалионе» — 141, в «Книге правил» — 147, в «Codex Canonum vetus ecclesiae Romanae» — 105. В славянских землях правила Карфагенского собора распространялись с различными толкованиями.